# アイチウイルス
アイチウイルス (Aichi virus、AiV)とは、ウイルスの分類においてボルティモア分類第4群一本鎖プラス鎖RNAウイルスで、ピコルナウイルス科コブウイルス属(Genus kobuvirus)に属するウイルスである
。
胃腸炎の原因ウイルスである。
1989年、愛知県衛生研究所がカキ（牡蠣）が原因と推定された胃腸炎の集団発生における患者から分離した。1998年、ゲノムの全塩基配列が決定した。

## 分類
粒子の表面が瘤のようであることから、日本語の「瘤」に由来し「コブウイルス属」と命名された。コブウイルス属にはウシコブウイルス種も分類される。
エンベロープは持たない。
血清型は1種類である。

## 遺伝子型
AとBの遺伝子型が存在する。
アジア、ヨーロッパ、南米にも分布する。
- アイチウイルスA型 (Aichi virus A):日本、ドイツ
- アイチウイルスB型 (Aichi virus B):パキスタン、インド、インドネシア、タイ、ベトナム、シンガポール、マレーシア、ネパール、ブラジル

## 食中毒
食中毒、胃腸炎の原因ウイルスとされる。
1987年～98年の間に愛知県内の食中毒37事例中12事例からアイチウイルスが検出された。うち11事例はカキが関連しており、10事例はノロウイルスとの混合感染だった。
厚生労働省の指導で、出荷前に殺菌海水で２日程浄化されるようになり、生カキに関連したアイチウイルス感染症は稀となったが、1997、1998年、2006年にも検出された。